# 许氏盐商住宅
许氏盐商住宅位于扬州市广陵区，位于丁家湾88-102号，系开设谦益永盐号的徽州籍盐商许氏兴建的豪宅。许氏盐商住宅建于清末，分为四路三进，建筑面积1500平方米。目前保存完好，列为扬州市文物保护单位。